# Epalxiphora
Epalxiphora es un género de polillas de la subfamilia Tortricinae, familia Tortricidae. Es endémico de Nueva Zelanda.

## Historia
Fue descrito por primera vez en 1881 por Edward Meyrick en 1881.

## Especies
- Epalxiphora axenana Meyrick, 1881